# 北海道立オホーツク公園

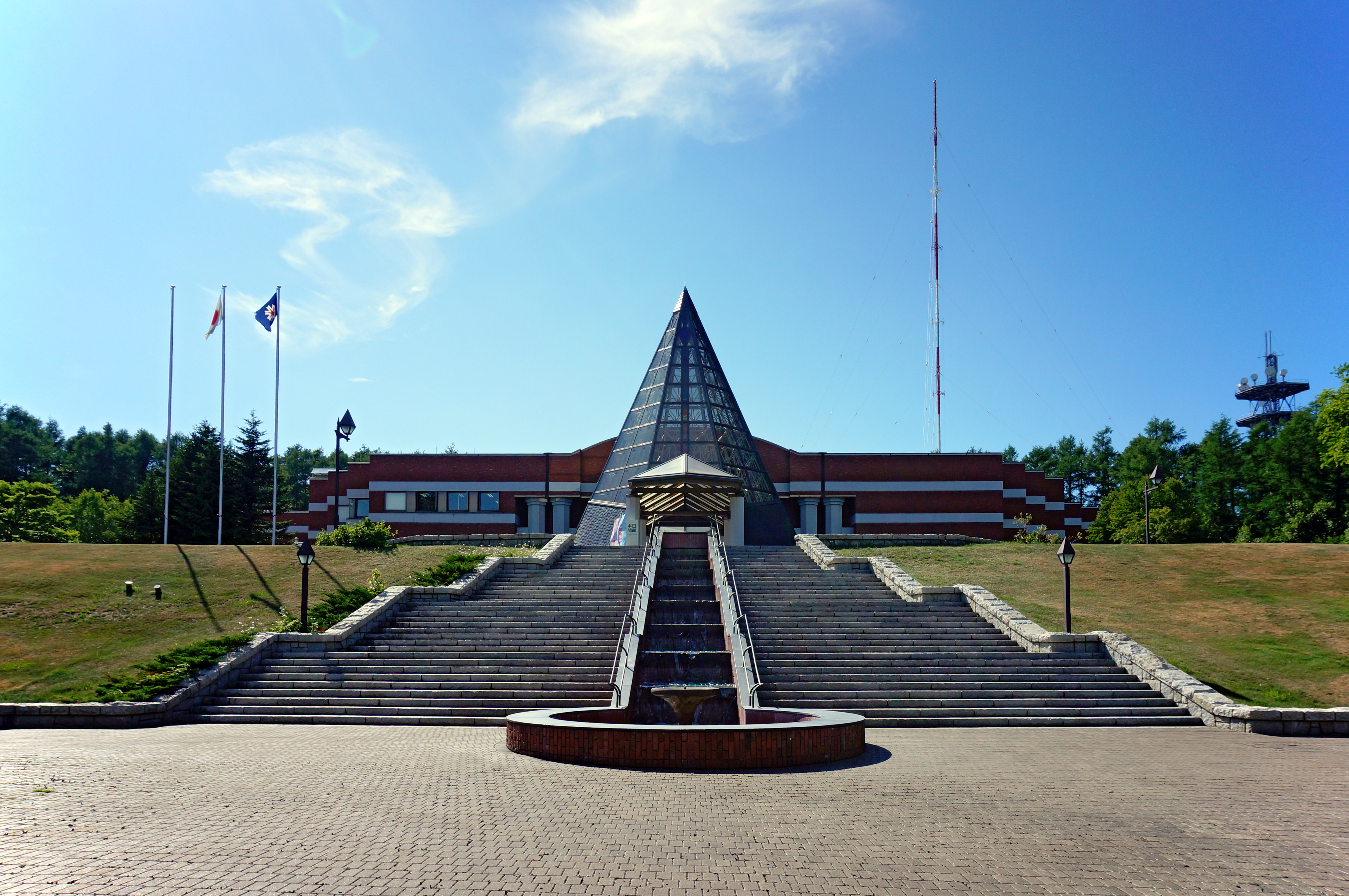
北海道立北方民族博物館（2013年7月）

北海道立オホーツク公園（ほっかいどうりつオホーツクこうえん）は、北海道網走市にある公園。

## 概要
オホーツク圏の地域に根ざした公園として整備し、オートキャンプ場をメインにパークゴルフ場、遊戯広場、多目的広場などがある。また、敷地内には北海道立北方民族博物館がある。
2013年（平成25年）から再整備工事を行っており、遊具施設の集約化や園内のバリアフリー化を進めて順次供用開始していく計画となっている。

## 施設
北海道立北方民族博物館
センターハウス
室内遊具室
オートキャンプ場（てんとらんど）
センターロッジ
プライベートサイト
キャンピングカーサイト
フリーテントサイト
ロッジ（山小屋）
Aロッジ（住宅タイプ）
Bロッジ（ログハウス）
パークゴルフ場（天都の杜）
日本パークゴルフ協会公認コース
開設期間：4月29日から11月3日（気象状況などにより期間変更の場合あり）
36H
Aコース（ひばり）
Bコース（うぐいす）
Cコース（あかげら）
Dコース（かけす）
屋外遊具広場
2015年（平成27年）グランドオープン
開設期間：5月10日から10月31日
日本国内最大級の大型ネット遊具がある
多目的スポーツ広場
開設期間：4月29日から10月31日（気象状況などにより期間変更の場合あり）
天然芝グラウンド
開設期間：12月下旬から3月下旬
歩くスキーコース
開設期間：12月下旬から翌3月下旬
園内外周路2.7km圧雪整備
スキー用具有料貸し出し
そりコース
開設期間：12月下旬から翌3月下旬
センターハウス前
ソリ無料貸し出し

## 周辺
網走国定公園「網走湖・天都山計画区」になっており、付近にはオホーツク流氷館や天都山展望台、網走レークビュースキー場の1面を利用したフラワーガーデン「はな・てんと」がある。山腹には博物館網走監獄がある。